# Edmée Buclin-Favre
 (novembre 2024).
Edmée Buclin-Favre, née Favre à Sion en 1927, est une personnalité politique valaisanne, membre du Parti démocrate-chrétien. Elle est connue pour avoir défendu les droits des femmes et le suffrage féminin.

## Biographie
Edmée Buclin-Favre naît Edmée Favre en 1927 à Sion. Elle est la fille du juge fédéral et conseiller national Antoine Favre.
Après avoir obtenu sa maturité au collège des Dames Blanches à Sion en 1946, elle s'inscrit à la faculté de droit de l'Université de Fribourg, où elle obtient une licence en 1949.
Elle travaille ensuite comme secrétaire de direction et juriste à l'étude de son père, à Sion, puis auprès de la société genevoise "Le Rêve SA" jusqu'à son mariage en 1952[réf. nécessaire].
Mère de trois enfants, elle endosse la responsabilité de l'École des Parents de Monthey de 1967 à 1980[réf. nécessaire].

### Engagement pour les femmes
À son retour en Valais en 1963, elle devient membre de l'Association valaisanne pour le suffrage féminin, dont Renée de Sépibus est la présidente. Membre du comité dès 1969, elle participe à la campagne de votation pour le suffrage féminin aux côtés de nombreuses personnalités valaisannes. Elle s'engage notamment dans le forum de discussion organisé dans le district de Monthey.
En 1982, elle devient la deuxième présidente de la Commission d'étude sur la condition féminine en Valais, puis [Quand ?] présidente de la Commission cantonale pour les questions d'égalité. Elle apporte à ce titre un soutien indéfectible[réf. nécessaire] au Bureau de l'égalité en Valais, créé en janvier 1993 et menacé par une restructuration administrative de l'État (Administration 2000)[réf. nécessaire].
En 1996, elle devient la première présidente du Conseil de l'égalité, créé en remplacement de la Commission d'étude sur la condition féminine. Elle quitte le poste à l'âge de 70 ans conformément au règlement cantonal de l'époque[réf. nécessaire].
Constatant l'absence de femmes dans l'exécutif cantonal, elle crée avec notamment Rosemarie Antille et Monique Paccolat, l'association non partisane Solidarité Femmes en 1995, dont le but est d'« encourager toutes les femmes (quelle que soit leur appartenance politique) à s'engager dans la vie politique et sociale »[source insuffisante].
Elle apporte également un soutien actif[réf. nécessaire] à l'association Via Mulieris.
En remerciement du travail réalisé pour la Fédération suisse des retraités, dont elle est membre, elle en est nommée présidente d'honneur en 2016[réf. nécessaire].